# Ben Doak
Ben Gannon Doak (* 11. November 2005 in Dalry) ist ein schottischer Fußballspieler, der als Leihspieler des FC Liverpool beim FC Middlesbrough unter Vertrag steht.

## Karriere

### Verein
Ben Doak wurde in Dalry etwa 30 Kilometer südwestlich von Glasgow geboren und spielte in seiner Kindheit bei den Dalry Rovers, Ayr United und Celtic Glasgow. Am 29. Januar 2022 debütierte der 16-Jährige in der ersten Mannschaft von Celtic in der Scottish Premiership gegen Dundee United als er für Tony Ralston eingewechselt wurde. Mit 16 Jahren 2 Monaten und 18 Tagen war er hinter Jack Aitchison der zweitjüngste Debütant in der Geschichte von Celtic seit 1887. Bis zum Ende der Saison 2021/22 steuerte er einen weiteren Einsatz zum Gewinn der schottischen Meisterschaft bei.
Zur Saison 2022/23 wechselte der 16-Jährige in die Jugend des FC Liverpool. Dort spielte er mit der U23 in der Premier League 2, mit der U19 in der UEFA Youth League und mit der U18 in der U18-Premier-League. Am 26. Dezember 2022 debütierte Doak unter Jürgen Klopp für die Profis in der Premier League, als er bei einem 3:1-Sieg gegen Aston Villa kurz vor dem Spielende eingewechselt wurde.
Im August 2024 wurde er an den FC Middlesbrough verliehen.

### Nationalmannschaft
Ben Doak debütierte im Oktober 2019 in der schottischen U16-Nationalmannschaft gegen England. Im weiteren Jahresverlauf kam er gegen Wales und Nordirland zum Einsatz. Im Jahr 2021 kam Doak zu seinem Debüt in der U17 der „Bravehearts“ gegen Wales, bei dem er zugleich ein Tor erzielte. In seinem sechsten und letzten Spiel in dieser Altersklasse im März 2022, erzielte Doak einen Hattrick gegen Georgien. Noch im selben Jahr gab er sein Debüt in der U21 gegen Nordirland bei dem ihm ein Tor gelang. 

## Erfolge
- Schottischer Meister: 2022
- Englischer Ligapokalsieger: 2024